# Accidente ferroviario de Arévalo de 2010
El accidente ferroviario de Arévalo de 2010 fue un accidente de ferrocarril que tuvo lugar en el término municipal de Martín Muñoz de la Dehesa (Segovia, España) muy próximo a la estación de Arévalo en la medianoche del 26 de marzo de 2010.
Se produjo en la línea Madrid Chamartín - Hendaya de Adif, cuando un tren de mercancías de Renfe Operadora embistió a otro de iguales características que le precedía. Falleció el maquinista del primer tren. La causa final fue un error informático que provocó que una señal que debía indicar parada (rojo) indicara vía libre (verde).

## Sucesión de los hechos
Los dos trenes implicados eran iguales, trenes de mercancías que transportaban bobinas de acero entre Trasona (Asturias) y Sagunto (Valencia). Cada tren tenía 13 vagones, medía 156 metros y arrastraba 955 toneladas.
El tramo por el que circulaban es vía doble con un bloqueo de tipo BAD (Bloqueo Automático en vía Doble) y la circulación se controla desde las estaciones colaterales. En el momento del accidente se estaba cambiando el bloqueo a uno de tipo BAB (Bloqueo Automático en vía Banalizada), que permite la circulación de trenes en paralelo. La operación de esa noche consistía en el cambio de las tarjetas de software del sistema que controla el bloqueo y el enclavamiento, por parte de la empresa Thales, para realizar pruebas tras las cuales se repondrían las tarjetas originales. Los trabajos se iniciaron aproximadamente media hora antes del accidente. Estaba previsto que las señales de la estación permanecieran 15 minutos apagadas y posteriormente 2 horas en indicación de parada (rojo).
El primer tren sí se encontró las señales de la estación en parada, por lo que se detuvo y pidió autorización a través del Tren-tierra para rebasar las señales. Sin embargo, el segundo tren se encuentra la señal avanzada de la estación de Arévalo en indicación de vía libre a pesar de que el otro mercancías se encontraba detenido en el cantón precedente pidiendo autorización de rebase. Sin ninguna otra indicación el segundo mercancías continúa hasta alcanzar al que se encontraba detenenido. En la colisión fallece el único maquinista de tren que circulaba en segundo lugar.
Al día siguiente del accidente se realizaron simulaciones del cambio de tarjetas, verificándose que con estas tarjetas de software la señal de entrada afectada lucía en vía libre (verde) cuando debía lucir en parada (rojo), mientras que el resto de señales se mantenían adecuadamente en parada.
Los daños sobre la infraestructura se valoran en 78.959,50 euros, sobre el material rodante en 67.250 y sobre la carga en 42.042 euros.